# Шон Геггерті
Шон Геггерті (англ. Sean Haggerty, нар. 11 лютого 1976, Рай, Нью-Йорк) — американський хокеїст, що грав на позиції крайнього нападника. Грав за збірну команду США.

## Ігрова кар'єра
Професійну хокейну кар'єру розпочав 1996 року.
1994 року був обраний на драфті НХЛ під 48-м загальним номером командою «Торонто Мейпл-Ліфс».
Протягом професійної клубної ігрової кар'єри, що тривала 7 років, захищав кольори команд «Торонто Мейпл-Ліфс», «Нью-Йорк Айлендерс» та «Нашвілл Предаторс».
Загалом провів 14 матчів у НХЛ.
Виступав за збірну США.